# Бій при Пойнт Джудіт
Бій при Пойнт Джудіт — популярна назва військово-морського бою між силами Сполучених Штатів та нацистської Німеччини під час Другої світової війни, який відбувся 5 і 6 травня 1945 року. Американські надводні сили та два дирижабля потопили німецький підводний човен U-853 біля Пойнт Джудіт, штат Род-Айленд, в одній з останніх епізодів битви за Атлантику.
SS Black Point, 368-футовий, 7500-тонний вугільник був затоплений субмариною. Відреагувавши на повідомлення про торпедування, у район атаки були направлені кораблі, які виявили підводний човен сонарами на дні. Атаки тривали майже 12 годин, До них після настання світанку долучилися дирижаблі. У районі полудня 6 травня після появи уламків на поверхні субмарину не визнали знищеною. Пізніше того ж дня човен виявили та оглянули військові водолази.